# Базарный Урень
Базарный Урень — село в Карсунском районе Ульяновской области России. Относится к Урено-Карлинскому сельскому поселению.

## География
Село расположено в 22 км к северо-востоку от Карсуна на обоих берегах речки Уренек при её впадении в реку Урень.

## Название
Первоначально названо по местоположению на реке Урень. Приставку Базарный село получило после возникновения в нём в 1859 году базара (ярмарки). В селе существовал еженедельный базар, проходивший по средам, и однодневная ярмарка, называемая «Ярило», которая проходила в первую среду Петрова поста. Поэтому название села стало отличаться от вновь возникших поселений на реке Урень — Усть-Урень, Урено-Карлинское, село было переименовано в Базарный Урень.

## История
Село основано в 1648 году в ходе строительства Симбирской черты. Первоначально это был Уренский острог, вблизи от которого основали две слободы — Стрелецкая слобода и Яранская слобода, первыми жителями которых стали 70 холмогорских и 40 яранских стрельцов во главе с И. Туликовым и Ф. Кириловым. Рядом с городом поселились отдельными слободами Царевококшайские (ныне Кокшайск), Яранские (ныне Яранск) и Козьмодемьянские (ныне Козьмодемьянск) переведенцы, пешие стрельцы — всего 150 человек. Стрельцы несли военную службу и одновременно занимались сельским хозяйством. Крепость (острог) имел прямоугольную форму с 6-ю башнями, две из которых — проезжие. 
В 1653 году 100 конными казаками из Уренского острога (городка) была основана Белозерская слобода (ныне с. Белозерье).
18 декабря 1708 года городок Уренск был переведён в состав младших городов — пригород Уренск, зависимых от воеводского города Симбирск, вошёл в состав Симбирского уезда Казанской губернии (1708—1781).
В 1774 году вблизи Уренска произошло сражение между местным сторонниками Емельяна Пугачёва, возглавляемым Фирсом Ивановым, и правительственным войском во главе с симбирским воеводой Рычковым, солдаты убили воеводу и перешли на сторону восставших. 
В 1780 году при создании Симбирского наместничества пригород Урень вошёл в состав Карсунского уезда.
К середине XIX века он стал торгово-ремесленным селом. В нём имелись солодовни, дегтярни, салотопни, лавки, поташные мастерские, оно также особо славилось валяльщиками, которые изготавливали валенки превосходного качества.
В 1859 году село Базарный Урень входило в состав 2-го стана Симбирского уезда Симбирской губернии, имелась церковь и базар.
В 1861 году село вошло в состав Языковской волости.
В 1862 году в селе открылось начальное народное училище, в советское время до 1935 года это была начальная школа, в послевоенные годы — семилетка, а с 1956 года — Базарноуренская основная восьмилетняя школа. В 2009 году школа была закрыта. Сегодня в этом здании находится сельский Дом культуры и сельская библиотека.
В 1872 году в селе был построен, на каменном фундаменте, деревянный храм. Престолов в нём три: главный (холодный) — во имя Святой Троицы, в приделах (теплый) — в честь иконы Пресвятые Богородицы «Неопалимые Купины» и во имя Святителя и Чудотворца Николая. На базаре —  деревянная, на каменном фундаменте часовня, построенная в 1879 году.
В 1913 году Базарный Урень находилось в Языково-Теньковской волости Симбирского уезда, в котором в 340 дворах жило: 1137 мужчин и 1160 женщин, имелось: церковь, школа, базар по средам.
На 1930 год село Базарный Урень  входило в Майнский район Средне-Волжского края.
С 1942 по 1946 гг. в селе жил Гавриил Мелекесский, святой Русской православной церкви. 
С 2005 года село входит в состав Урено-Карлинского сельского поселения.

## Население
| 2010 |
| ---- |
| 174  |

В 1648 году — 150 человек.
- В 1780 году в пригороде Урень проживало 429 пахотных солдат.[5]

- В 1859 году в Базарном Урене было ( 629 м. и 740 ж.) 1369 жителей[6].
- В 1900 году — в 225 дворах: 829 м. и 881 ж.[7]

- В 1913 году село насчитывало 2 297 жителей[8].

- В 1931 в Базарном Урене проживало 2 680 человек[9].

- В 1996 численность населения составила всего 298 жителей, преимущественно русские.

## Известные уроженцы
- Шутов, Алексей Тимофеевич (1907 — 1944) — Герой Советского Союза[10].

## Достопримечательности

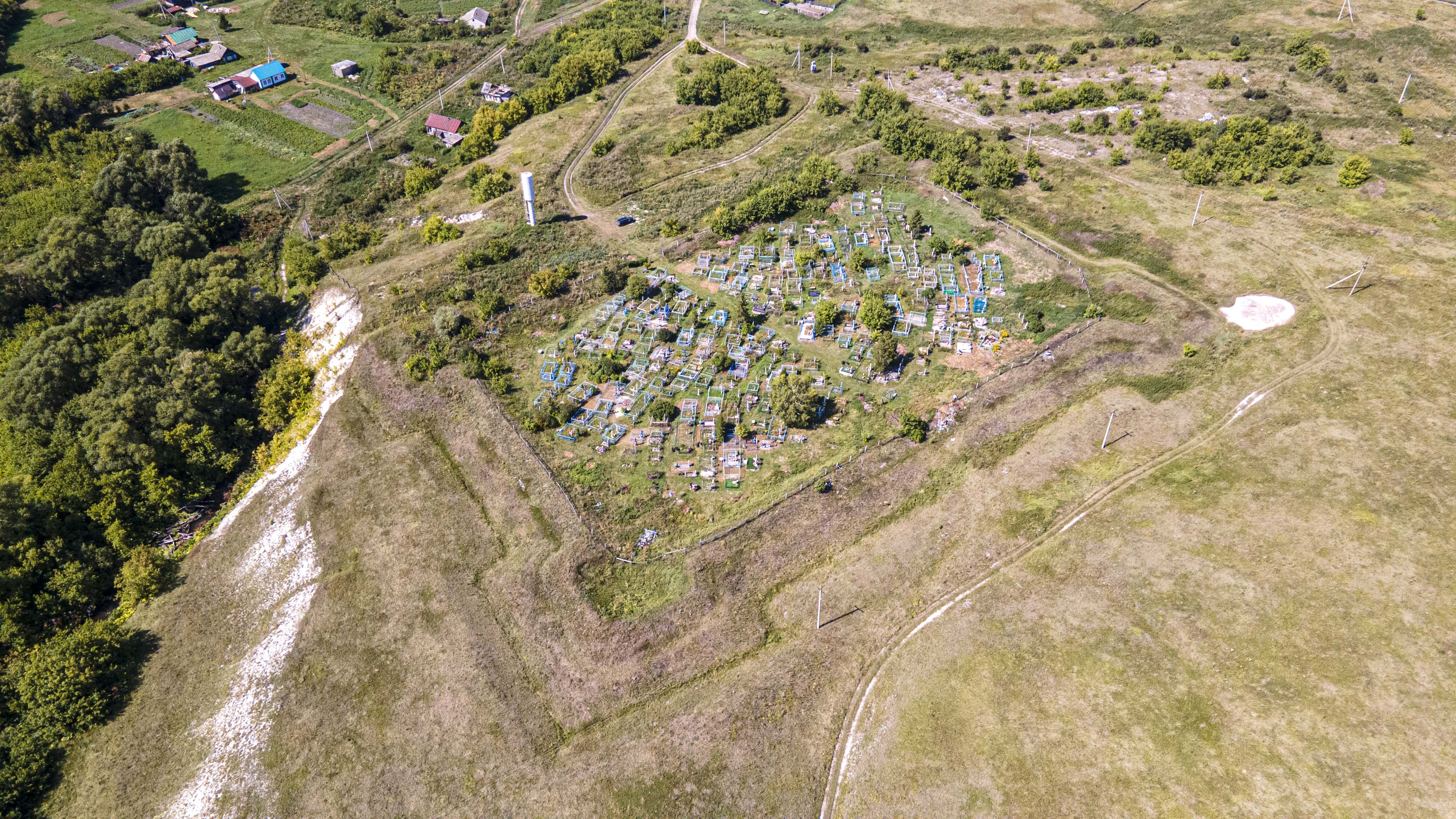
Остатки острога Симбирской засечной черты в с. Базарный Урень

- В 1968 году в селе был возведён обелиск Славы в честь воинов Великой Отечественной войны[11].

- В окрестностях Базарного Уреня сохранились остатки острога и земляного вала со рвом Симбирской черты, который тянется 13 километров на северо-восток до посёлка Языково.